# 伊達市歌
「伊達市歌」（だてしか）は、日本の福島県伊達市が制定した市歌（自治体歌）。作詩・和合亮一、作曲・伊藤康英。

## 解説
2014年（平成26年）、2年後の合併10周年記念事業として市内のコーラスグループから「市民の歌制定」が提案され、市の「公募提案型協働モデル事業」への採択を受けて作成された。市町村歌の多くは歌詞を一般公募するが「伊達市歌」の作成に当たっては一般公募を行わず、市が詩人で福島市出身の和合亮一と作曲家で夫人が旧霊山町出身の伊藤康英にそれぞれ作成を依頼している。
市制施行10周年の当年となる2016年（平成28年）5月11日に曲の完成が発表され、6月5日の合併10周年記念式典での初演奏により正式な市歌として制定された。歌曲の他に吹奏楽曲としてアレンジされた「みらいへ！ あしたへ！ 伊達市歌による行進曲」が作成されている。
歌詞では市木のアカマツ、市花のモモ、市鳥のセキレイを取り上げているのと対照的に阿武隈川や霊山などの地理上のシンボルの名称は含まれておらず、抽象的に「山」「川」とされている。